# Kaple svaté Kateřiny (Bratislava)
Kaple svaté Kateřiny z roku 1311, se nachází v městské části Bratislava-Staré Město, na Michalské ulici. Situována je v zástavbě ostatních domů. Kaple sv. Kateřiny je nejstarší gotická kaple v Bratislavě. Její výstavbu začal v roce 1311 cisterciácký mnich František z Columby. Dostavěna byla v roce 1325, když ji vysvětil Ondřej, biskup ze Stoličného Bělehradu.
Fasádu do dnešní klasicistní podoby upravil v roce 1840 architekt Ignác Feigler st.
V roce 2007 proběhla komplexní rekonstrukce kaple. Rekonstrukcí se kapli v maximální možné míře vrátil původní gotický výraz. Během obnovy bylo za kamenným epitafem objeveno původní pastoforium, které zůstalo odkryté a kamenný epitaf byl umístěn na jiné místo. Rekonstrukce v roce 2008 získala cenu roku 2007, kterou uděluje Ministerstvo kultury SR.